# 澳大利亞聯邦專屬經濟區

澳大利亞專屬經濟區，包括澳大利亞南極領地

澳大利亞專屬經濟區於1994年8月1日設立，經濟區距離澳大利亞海岸線及其外部領土約12至200海里（22至370），與其他國家簽訂的海洋劃界協議除外。  海岸線對開12海里則是澳洲領海。
澳大利亞擁有第三大專屬經濟區，僅次於美國和法國，總面積達 8,148,250 平方公里， 超出其陸地領土面積。
聯合國大陸邊界委員會 （CLCS） 在2008年4月確認澳大利亞在專屬經濟區外，另外擁有250萬平方公里 （970,000平方英里） 的海底權利。 澳大利亞還在提交聯合國大陸架邊界委員會時，聲稱擁有澳大利亞南極領地專屬經濟區，但這些要求在澳大利亞的要求下被推遲。 澳大利亞南極領地的專屬經濟區約為200萬平方公里 （770,000平方英里）。

## 海上邊界
澳大利亞北部與印度尼西亞、巴布亞新幾內亞、東帝汶、新喀里多尼亞、所羅門群島和瓦努阿圖等島國有著廣闊的海上邊界。
海上邊界始於印度洋，然後進入帝汶海、阿拉弗拉海、托雷斯海峽，最後終於珊瑚海。
在澳大利亞的海外領土聖誕島和印度尼西亞爪哇島之間的印度洋上，亦有一條海上邊界。

## 地理
| 地区                                   | 专属经济区 (km 2 ) |
| -------------------------------------- | ------------------ |
| 澳大利亚大陆, 塔斯馬尼亞州岛和其他小岛 | 6,048,681          |
| 麦格理岛                               | 471,837            |
| 圣诞岛                                 | 325,021            |
| 诺福克岛                               | 428,618            |
| 赫德岛和麦克唐纳群岛                   | 410,722            |
| 科科斯（基林）群島                     | 463,371            |
| 澳洲南極領地                           | 2,000,000          |
| 全部的                                 | 8,148,250          |

## 備注
1. ↑  Including the Ashmore and Cartier Islands and the Coral Sea Islands.
2. ↑  The reference gives an approximate figure of 2 million square kilometres for the EEZ claimed by Australia as part of its Antarctic Territory. This is in addition to the 8 million square kilometre total given in the reference. This EEZ is also distinct from the 2.56 million square kilometres of additional continental shelf mentioned in the reference.